# Bobolice (gmina)
Pour les articles homonymes, voir Bobolice.
Bobolice est une gmina mixte du powiat de Koszalin, Poméranie Occidentale, dans le nord-ouest de la Pologne. Son siège est la ville de Bobolice, qui se situe environ 37 km au sud-est de Koszalin et 145 km au nord-est de la capitale régionale Szczecin.
La gmina couvre une superficie de 367,74 km2 pour une population de 9 301 habitants en 2016.

## Géographie
Outre la ville de Bobolice, la gmina inclut les villages de Błotko, Boboliczki, Bożniewice, Buszynko Drugie, Buszynko Pierwsze, Chlebowo, Chmielno, Chociwle, Cybulino, Dargiń, Darginek, Darżewo, Dobrociechy, Drzewiany, Dworzysko, Dziupla, Glinka, Głodowa, Gorawino, Gozd, Grotniki, Jadwiżyn, Janówiec, Jatynia, Jatynka, Kępiste, Kępsko, Kije, Kłanino, Krępa, Kurówko, Kurowo, Łozice, Łozice-Cegielnia, Lubino, Lubowo, Milczany, Nowe Łozice, Nowosiółki, Opatówek, Ostrówek, Piaszczyte, Pniewki, Pomorzany, Porost, Przydargiń, Radwanki, Różany, Różewko, Rozwarówko, Rylewo, Sarnowo, Spokojne, Stare Borne, Stare Łozice, Świelino, Trzebień, Ubiedrze, Ujazd, Więcemierz, Wilczogóra, Wojęcino, Wojsławice, Zaręby et Zieleniewo.
La gmina borde les gminy de Biały Bór, Grzmiąca, Manowo, Polanów, Świeszyno, Szczecinek et Tychowo.